# Freddie Smith

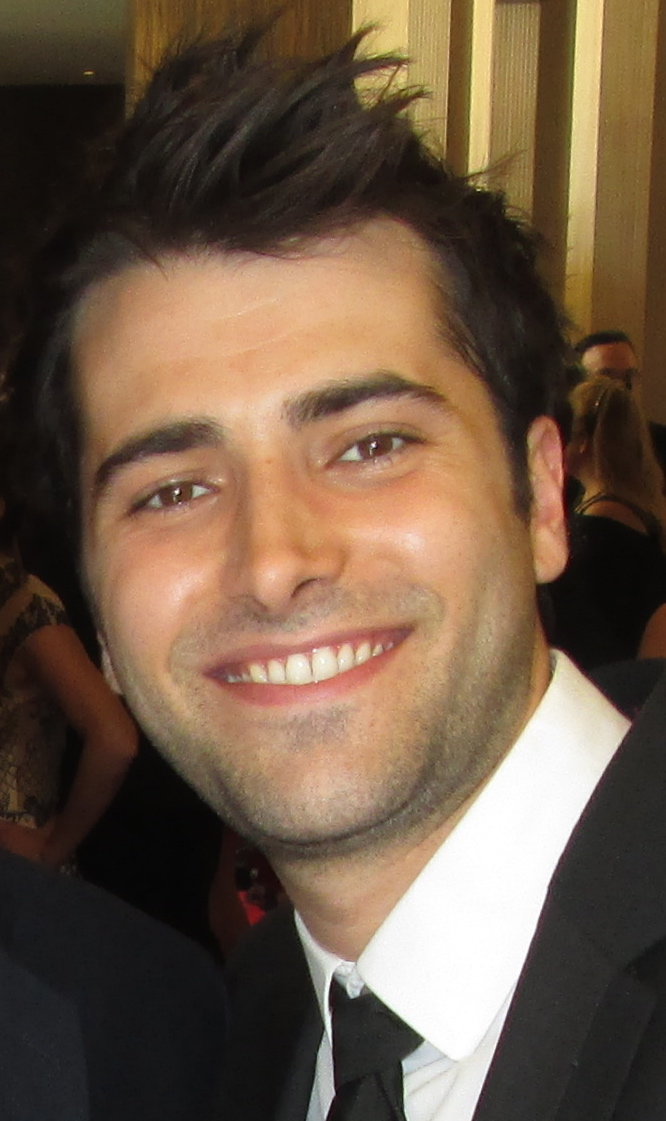
Freddie Smith (2014)

Freddie Matthew Smith (* 19. März 1988 in Ashtabula, Ohio) ist ein US-amerikanischer Schauspieler.

## Leben
Smith wurde im März 1988 in Ashtabula, Ohio geboren und wuchs als einziges Kind bei seinen Eltern auf. 2006 machte er seinen Abschluss Edgewood Senior High in Ashtabula. Seine Karriere begann er mit einem Cameo-Auftritt in der Mysteryserie Medium – Nichts bleibt verborgen. Danach drehte er den Kurzfilm Weak Species und war als Sara's Boyfriend in dem Film One Wish zu sehen. 
Im Dezember 2010 erhielt Smith die Rolle des homosexuellen Fußballspieler Marco Salazar in der The-CW-Fernsehserie 90210. Insgesamt war er in fünf Folgen der dritten Staffel dabei, bevor der Sender bekannt gab, dass Smith für die vierte Staffel nicht mehr zurückkehren wird. Nach dem Ausstieg bei 90210 wurde er für die Rolle des Jackson "Sonny" Kiriakis in der Soap Zeit der Sehnsucht engagiert, in der er seit dem 23. Juni 2011 zu sehen ist.

## Filmografie
- 2008: Medium – Nichts bleibt verborgen (Medium, Fernsehserie, Episode 4x02)
- 2009: Weak Species
- 2010: One Wish
- 2011: 90210 (Fernsehserie, 5 Episoden)
- seit 2011: Zeit der Sehnsucht (Days of our Lives, Soap)